# توماس شابوت
توماس شابوت هو لاعب هوكي جليد كندي، ولد في 30 يناير 1997 في سانت ماري في كندا.

## وصلات خارجية
- توماس شابوت على موقع دوري الهوكي الوطني (الإنجليزية)
- توماس شابوت على موقع EliteProspects.com (الإنجليزية)
- توماس شابوت على موقع HockeyDB.com (الإنجليزية)
- توماس شابوت على موقع Hockey-Reference.com (الإنجليزية)